# Liste der Biografien/Korh
Liste der Biografien |
Portal Biografien |
Personensuche
# |
A |
B |
C |
D |
E |
F |
G |
H |
I |
J |
K |
L |
M |
N |
O |
P |
Q |
R |
S |
T |
U |
V |
W |
X |
Y |
Z |
?
 
Ka |
Kb |
Kc |
Kd |
Ke |
Kf |
Kg |
Kh |
Ki |
Kj |
Kl |
Km |
Kn |
Ko |
Kp |
Kr |
Ks |
Kt |
Ku |
Kv |
Kw |
Ky |
Kx |
Kz
 
Koa |
Kob |
Koc |
Kod |
Koe |
Kof |
Kog |
Koh |
Koi |
Koj |
Kok |
Kol |
Kom |
Kon |
Koo |
Kop |
Kor |
Kos |
Kot |
Kou |
Kov |
Kow |
Kox |
Koy |
Koz
 
Kora |
Korb |
Korc |
Kord |
Kore |
Korf |
Korg |
Korh |
Kori |
Korj |
Kork |
Korl |
Korm |
Korn |
Koro |
Korp |
Korr |
Kors |
Kort |
Koru |
Korv |
Korw |
Kory |
Korz
Die Liste der Biografien führt alle Personen auf, die in der deutschsprachigen Wikipedia einen Artikel haben. Dieses ist eine Teilliste mit 25 Einträgen von Personen, deren Namen mit den Buchstaben „Korh“ beginnt.

## Korh

### Korhe
- Korherr, David (* 2002), österreichischer Fußballspieler
- Korherr, Edgar Josef (1928–2015), österreichischer Theologe und Religionspädagoge
- Korherr, Helmut (1950–2021), österreichischer Schriftsteller und Dramatiker
- Korherr, Richard (1903–1989), deutscher Nationalökonom und Statistiker

### Korho
- Korhola, Eija-Riitta (* 1959), finnische Politikerin, MdEP
- Korholin-Koski, Yrjö (1900–1978), finnischer Marathonläufer
- Korholz, Laurel (* 1970), US-amerikanische Ruderin
- Korhonen, Atte (* 1997), finnischer Nordischer Kombinierer
- Korhonen, Emilia (* 1995), finnische Squashspielerin
- Korhonen, Erkki (* 1956), finnischer Pianist und Dirigent
- Korhonen, Jorma (* 1968), finnischer Judoka
- Korhonen, Kari (* 1973), finnischer Comiczeichner
- Korhonen, Keijo (1934–2022), finnischer Politiker (Zentrumspartei), Botschafter und Professor
- Korhonen, Keijo (* 1956), finnischer Skispringer
- Korhonen, Marko (* 1969), finnischer Judoka
- Korhonen, Martti (* 1953), finnischer Politiker (Linksbündnis), Mitglied des Reichstags
- Korhonen, Minja (* 2007), finnische Nordische Kombiniererin
- Korhonen, Olli, finnischer Skispringer
- Korhonen, Paavo (1928–2019), finnischer Skisportler
- Korhonen, Pekka (* 1955), finnischer Politikwissenschaftler
- Korhonen, Piia (* 1997), finnische Volleyballspielerin
- Korhonen, Riku (1883–1932), finnischer Kunstturner
- Korhonen, Urpo (1923–2009), finnischer Skilangläufer
- Korhonen, Väinö (1926–2018), finnischer Pentathlet und Fechter

### Korhu
- Korhut, Mihály (* 1988), ungarischer Fußballspieler